# Toast di gamberi
Il toast di gamberi (cantonese, 蝦多士, haa dō si) è un piatto cinese composto da fette di pane in cassetta spalmate di pasta di gamberetti. L'alimento appartiene alle cucine dim sum, e fusion.

## Storia
Il piatto risulta inventato a Hong Kong o, secondo altre fonti, nella vicina Canton. I toast di gamberetti sono oggi presenti in molte cucine asiatiche, tra cui quella del Giappone, del Vietnam, e della Thailandia.